# Secusio sansibariensis
Secusio sansibariensis là một loài bướm đêm thuộc phân họ Arctiinae, họ Erebidae.